# Saint-Symphorien-de-Lay
Saint-Symphorien-de-Lay ist eine französische Gemeinde mit 1.976 Einwohnern (Stand: 1. Januar 2022) im Département Loire in der Region Auvergne-Rhône-Alpes. Die Gemeinde gehört zum Arrondissement Roanne und zum Kanton Le Coteau.

## Geographie
Saint-Symphorien-de-Lay liegt etwa 14 Kilometer südöstlich von Roanne am Gand. Im Norden begrenzt der Fluss Rhins die Gemeinde, im Nordosten sein Zufluss Écoron. Umgeben wird Saint-Symphorien-de-Lay von den Nachbargemeinden Régny im Norden, Lay im Norden und Nordosten, Fourneaux im Osten, Croizet-sur-Gand im Süden, Neulise im Südwesten sowie Neaux im Westen.
Durch die Gemeinde führt die Route nationale 7.

## Bevölkerungsentwicklung
| Jahr                       | 1962 | 1968 | 1975 | 1982 | 1990 | 1999 | 2006 | 2017 |
| -------------------------- | ---- | ---- | ---- | ---- | ---- | ---- | ---- | ---- |
| Einwohner                  | 1676 | 1604 | 1549 | 1544 | 1489 | 1427 | 1672 | 1887 |
| Quellen: Cassini und INSEE |      |      |      |      |      |      |      |      |

## Sehenswürdigkeiten

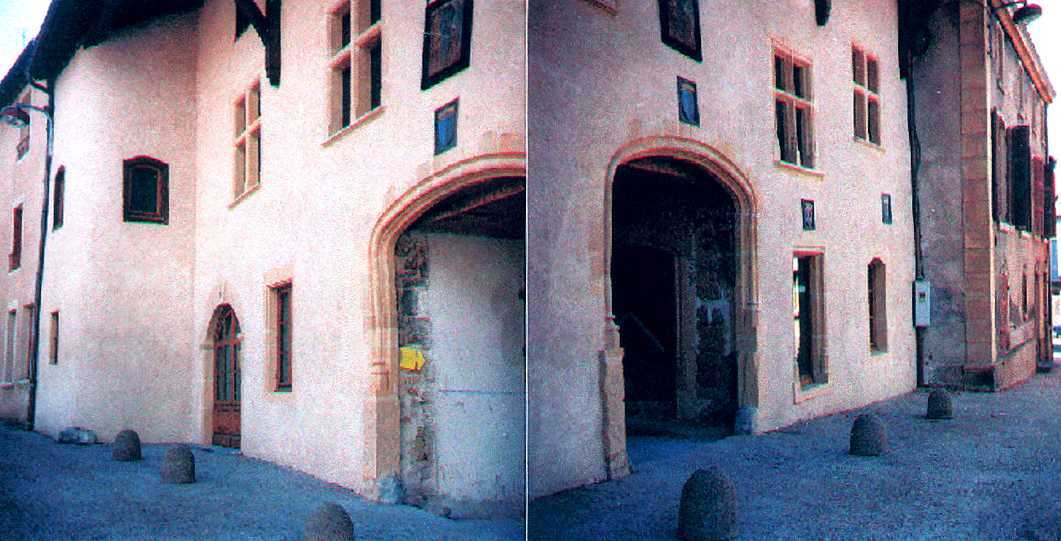
Herberge Tête Noire
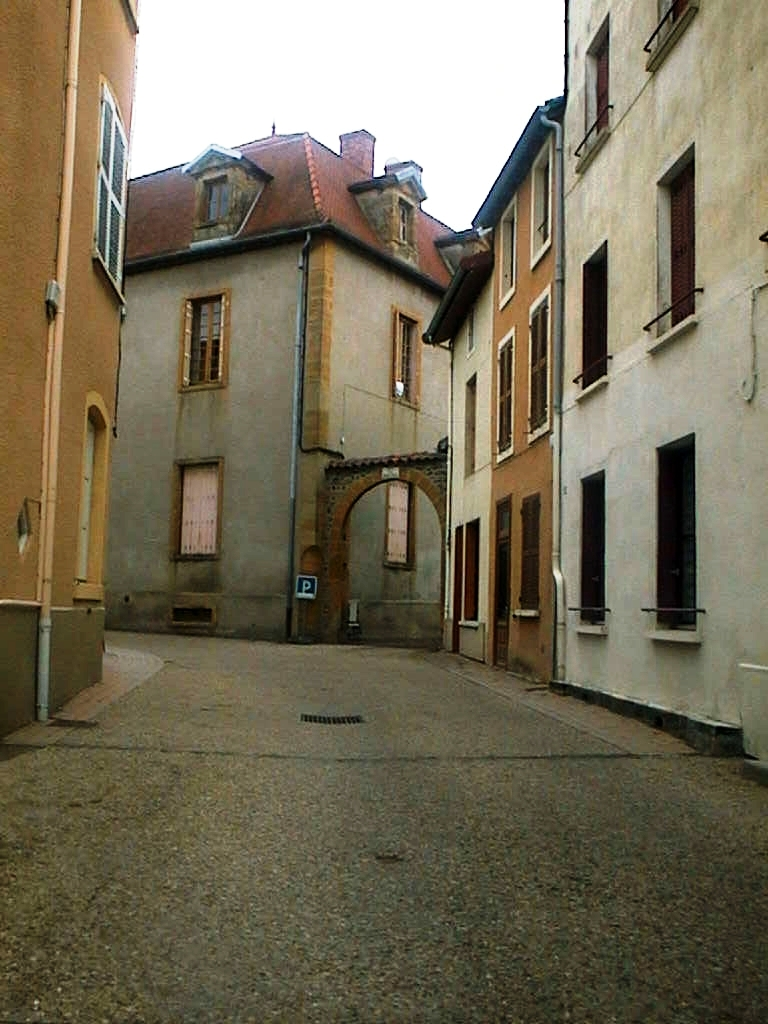
Haus Les Mansardes
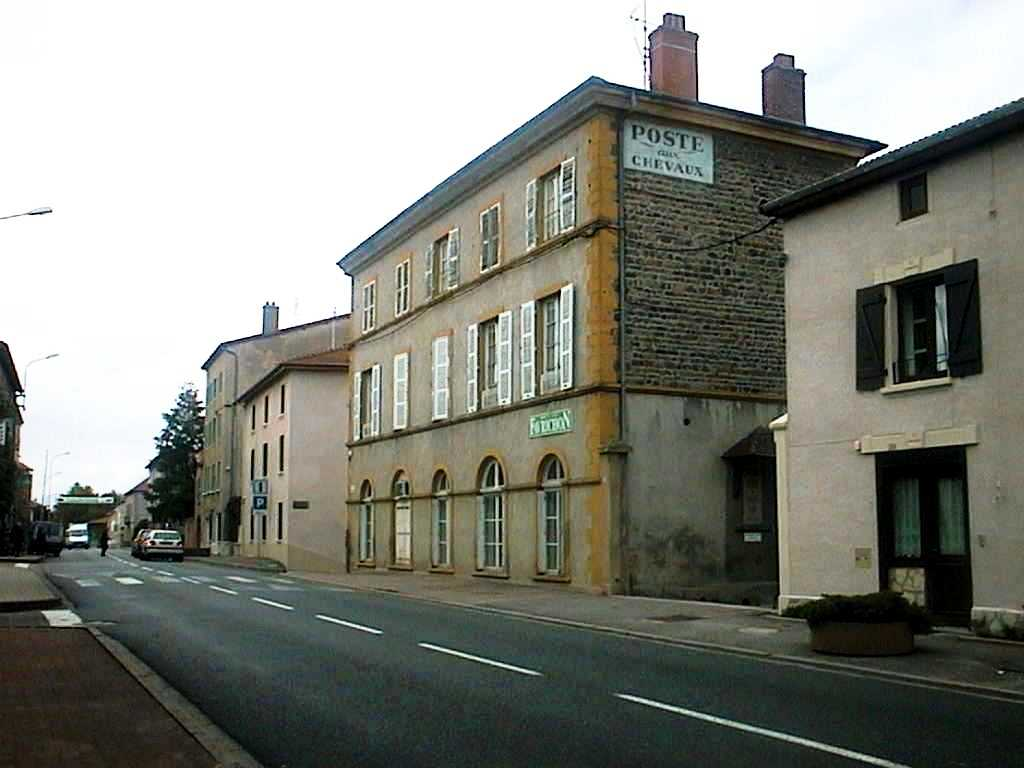
Alte Post

- Herberge Tête Noire
- Haus Les Mansardes
- Alte Post

## Persönlichkeiten
- Guillaume du Bellay de Langey (1491–1543), Gouverneur Frankreichs in Piemont, hier gestorben
- Suzanne Aubert (1835–1926), Ordensgründerin in Neuseeland, hier geboren